# Aethes moribundana
Aethes moribundana es una especie de polilla del género Aethes, categorizada en la tribu Cochylini, de la subfamilia Tortricinae.

## Distribución
Se distribuye por España.

## Taxonomía
Fue descrita por Staudinger en 1859 y publicada en (Cochylis), Stettin. ent. Ztg. 20: 230.